# El secreto de la aldea
El secreto de la aldea (Pokłosie en V. O.) es una película dramática polaca de 2012 escrita y dirigida por Władysław Pasikowski. El argumento está inspirado en la masacre de Jedwabne cometida por colaboracionistas polacos de la localidad con la complicidad de las autoridades del III Reich en julio de 1941.

## Argumento
El film tiene lugar en 2001 en la localidad ficticia de Gurówka. Franciszek Kolina (Ireneusz Czop) regresa a su Polonia natal tras vivir en Chicago durante veinte años. Una vez llega a casa de su hermano Józef (Maciej Stuhr) sufre el acoso por parte de sus vecinos, los cuales le acusan de llevarse las lápidas de la población judía que fue masacrada tras la invasión nazi y que en su momento sirvieron para asfaltar las carreteras, entre las que se encuentra una abandonada y en mal estado.
El propio Józef le explica que el motivo que le mueve a realizar tal tarea es la de que el suceso no caiga en el olvido a pesar de la oposición del pueblo. A medida que avanza la película, ambos descubren que durante el nazismo, los antepasados de los demás ciudadanos colaboraron con el ejército alemán en la matanza de los judíos residentes entonces en el lugar siendo este el motivo por el que ambos se ven perseguidos.

## Reparto
- Ireneusz Czop es Franciszek Kalina.
- Maciej Stuhr es Józef Kalina, hermano de Franciszek.
- Jerzy Radziwiłowicz es Rector.
- Zuzana Fialová es Justyna, Nieta de Sudecki (voz: Magdalena Wójcik)
- Andrzej Mastalerz es Janusz Pawlak.
- Zbigniew Zamachowski es Sgto. Włodzimierz Nowak.
- Danuta Szaflarska es Herbolaria.

## Producción
En un principio el título del film era Kaddish (plegaría rezada por la comunidad judía en los funerales), esta producción levantó controversias en Polonia. Pasikowsky se inspiró en la publicación del año 2000 de Jan T. Gross: Neighbors: The Destruction of the Jewish Community in Jedwabne, Poland en la que profundiza en el pogromo sucedido en 1941, año en el que aparentemente los vecinos gentiles del lugar asesinaron a centenares de residentes judíos para quedarse con sus tierras. Esta versión contradice la "historia oficial" en la que la Alemania Nazi era responsable de tales crímenes. Según palabras de Gross, esto "supuso un jarro de agua fría" para los polacos "acostumbrados" a verse como "víctimas de la II Guerra Mundial" en vez de verdugos.
Varios sectores del nacionalismo polaco acusaron a Gross de "incitar al odio hacia los polacos" y de "tergiversar la historia". No obstante, algunos ciudadanos se sintieron intrigados por conocer esta parte de la "historia negra" de su país, entre los que se incluía el propio cineasta. De acuerdo con Pasikowsky "la película no es una adaptación del libro, el cual está documentado en hechos. Tan solo fue la fuente de mi conocimiento".
Fue su primera película tras una década sabática. Pasikowsky encontró dificultades a la hora de llevar a cabo su proyecto por el polémico guion además de la reacción que podría producirse en la ciudadanía polaca un tema, considerado tabú. Tras siete años, el productor Dariusz Jabłoński recibió los fondos para el rodaje de la película.

## Recepción

### En Polonia
Tanto el film como la novela de Gross originaron controversias. No obstante, el trabajo de Pasikowsky tuvo una acogida positiva por parte del gobierno y personalidades relacionadas con la cultura.
Por el contrario, la indignación se hizo patente entre los sectores nacionalistas que boicotearon el estreno en salas de cines, a la par que publicar críticas extremadamente negativas a través de internet. El diario conservador Gazeta Polska describió el film como "perjudicial para la imagen de Polonia" y el semanario Wprost (de tendencia centrista) lanzó una tirada con la imagen de Stuhr con una Estrella de David en la portada, en ella se leía: "Maciej Stuhr - Pidió que le vapulearan?".

### Internacional
En cuanto al mercado internacional, las críticas fueron en su mayor parte positivas. Desde Rotten Tomatoes puntuaron la película con un 79% de nota de un total de veinitinueve reseñas con una media de 7,2 de 10.[cita requerida] En abril de 2014, Metacritic puntuó con un 62% de un total de doce reseñas.

### Nominaciones
El film fue premiado en varios festivales, entre los que destaca el Yad Vashem del Festival de Cine de Jerusalén en 2013, el Jan Karski del Festival de Cine Hebreo de San Francisco en el mismo año.
A nivel nacional recibió el Premio de la Crítica en el Festival de Gdynia y dos estatuillas en el Festival de Cine Polaco para Maciej Arthur (al Mejor Actor) y Allan Starski (al Mejor Diseñador de Producción).